# HD 21688
HD 21688，又名BD-13 662，SAO 148985、HR 1062，是一颗恒星，视星等为5.59，位于銀經199.55，銀緯-50.32，其B1900.0坐标为赤經3h 24m 52.5s，赤緯-13° -50.32′ 9″。